# Zachary Lagha
Zachary Lagha (ur. 15 kwietnia 1999 w Greenfield Park) – kanadyjski łyżwiarz figurowy, startujący w parach tanecznych z Marjorie Lajoie. Uczestnik igrzysk olimpijskich (2022), brązowy medalista mistrzostw czterech kontynentów (2023), mistrz świata juniorów (2019), medalista zawodów Junior Grand Prix, dwukrotny wicemistrz Kanady seniorów (2020, 2023) oraz 3-krotny mistrz Kanady juniorów (2017–2019).

## Osiągnięcia
Z Marjorie Lajoie
| Zawody                                | 11–12          | 12–13          | 13–14          | 14–15          | 15–16          | 16–17          | 17–18          | 18–19          | 19–20          | 20–21          | 21–22          | 22–23          | 23–24          |                |                |                |                |
| Międzynarodowe                        | Międzynarodowe | Międzynarodowe | Międzynarodowe | Międzynarodowe | Międzynarodowe | Międzynarodowe | Międzynarodowe | Międzynarodowe | Międzynarodowe | Międzynarodowe | Międzynarodowe | Międzynarodowe | Międzynarodowe | Międzynarodowe | Międzynarodowe | Międzynarodowe | Międzynarodowe |
| ------------------------------------- | -------------- | -------------- | -------------- | -------------- | -------------- | -------------- | -------------- | -------------- | -------------- | -------------- | -------------- | -------------- | -------------- | -------------- | -------------- | -------------- | -------------- |
| Zimowe igrzyska olimpijskie           |                |                |                |                |                |                |                |                |                |                | 13             |                |                |                |                |                |                |
| Mistrzostwa świata                    |                |                |                |                |                |                |                |                | C              | 14             | 11             |                | 5              |                |                |                |                |
| Mistrzostwa czterech kontynentów      |                |                |                |                |                |                |                |                | 5              |                |                | 3              |                |                |                |                |                |
| GP Finał Grand Prix                   |                |                |                |                |                |                |                |                |                |                |                |                | 6              |                |                |                |                |
| GP Cup of China                       |                |                |                |                |                |                |                |                |                |                |                |                | 2              |                |                |                |                |
| GP MK John Wilson Trophy              |                |                |                |                |                |                |                |                |                |                |                | 3              |                |                |                |                |                |
| GP Rostelecom Cup                     |                |                |                |                |                |                |                |                | 7              |                |                |                |                |                |                |                |                |
| GP Skate America                      |                |                |                |                |                |                |                |                |                |                |                |                | 2              |                |                |                |                |
| GP Skate Canada International         |                |                |                |                |                |                |                |                | 6              | C              | 6              | 3              |                |                |                |                |                |
| CS Budapest Trophy                    |                |                |                |                |                |                |                |                |                |                |                | 1              |                |                |                |                |                |
| CS Finlandia Trophy                   |                |                |                |                |                |                |                |                | 4              |                | 7              |                |                |                |                |                |                |
| CS Lombardia Trophy                   |                |                |                |                |                |                |                |                | 7              |                |                |                |                |                |                |                |                |
| CS Memoriał Ondreja Nepeli            |                |                |                |                |                |                |                |                |                |                |                | 1              | 5              |                |                |                |                |
| Międzynarodowe: Kategorie młodzieżowe |                |                |                |                |                |                |                |                |                |                |                |                |                |                |                |                |                |
| Mistrzostwa świata juniorów           |                |                |                |                | 13             | 6              | 4              | 1              |                |                |                |                |                |                |                |                |                |
| JGP Finał                             |                |                |                |                |                |                | 6              | 4              |                |                |                |                |                |                |                |                |                |
| JGP w Australii                       |                |                |                |                |                |                | 2              |                |                |                |                |                |                |                |                |                |                |
| JGP w Austrii                         |                |                |                |                |                |                |                | 2              |                |                |                |                |                |                |                |                |                |
| JGP w Chorwacji                       |                |                |                |                |                |                | 1              |                |                |                |                |                |                |                |                |                |                |
| JGP w Hiszpanii                       |                |                |                |                | 7              |                |                |                |                |                |                |                |                |                |                |                |                |
| JGP w Japonii                         |                |                |                |                |                | 4              |                |                |                |                |                |                |                |                |                |                |                |
| JGP w Kanadzie                        |                |                |                |                |                |                |                | 1              |                |                |                |                |                |                |                |                |                |
| JGP w Niemczech                       |                |                |                |                |                | 4              |                |                |                |                |                |                |                |                |                |                |                |
| Bavarian Open                         |                |                |                |                |                | 2 J            |                | 1 J            |                |                |                |                |                |                |                |                |                |
| Zimowe igrzyska olimpijskie młodzieży |                |                |                |                | 4              |                |                |                |                |                |                |                |                |                |                |                |                |
| Krajowe                               |                |                |                |                |                |                |                |                |                |                |                |                |                |                |                |                |                |
| Mistrzostwa Kanady                    |                |                |                | 1 N            | 2 J            | 1 J            | 1 J            | 1 J            | 2              | C              | 3              | 2              |                |                |                |                |                |
| SC Challenge                          |                |                | 1 P            | 2 N            | 2 J            | 1 J            |                |                |                |                |                |                |                |                |                |                |                |
| Zawody drużynowe                      |                |                |                |                |                |                |                |                |                |                |                |                |                |                |                |                |                |
| Zimowe igrzyska olimpijskie młodzieży |                |                |                |                | 3 T 3 P        |                |                |                |                |                |                |                |                |                |                |                |                |

## Programy
Marjorie Lajoie / Zachary Lagha
| Sezon   | Taniec rytmiczny (RD) | Taniec dowolny (FD) |
| ------- | --- | --- |

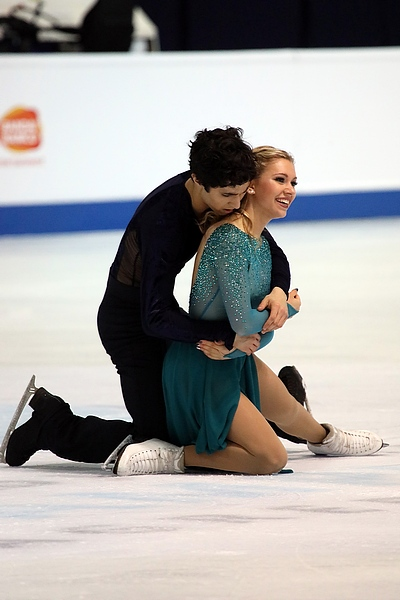
Taniec dowolny Warsaw Concerto (MŚJ 2019)

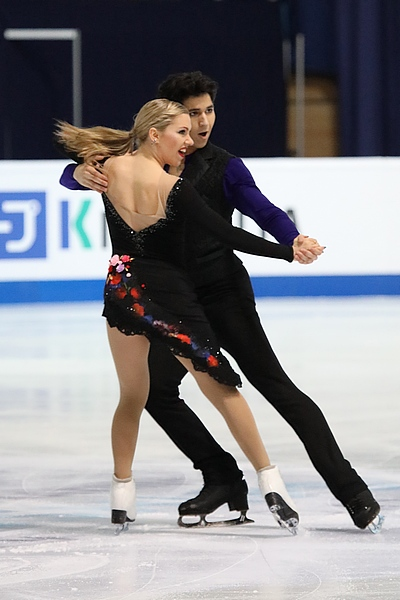
Taniec rytmiczny Otros Aires medley ze wzorem tańca Tango Romantica (MŚJ 2019)

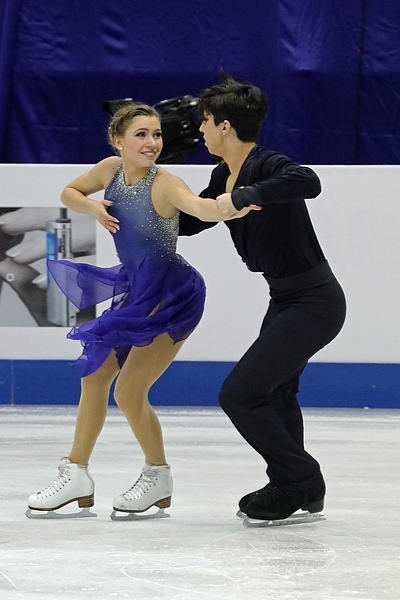
Taniec dowolny Rhapsody on a Theme of Paganini (MŚJ 2017)

| 2022–23 | - Cha-cha: Let's Cha Cha – Cha Cha MC - Samba: Mas Que Nada – Bellini - Samba: Samba De Janeiro – Bellini choreografia: Romain Haguenauer, Ginette Cournoyer                                | - Nureyev (z filmu The White Crow) – Lisa Batiaszwili |
| 2021–22 | - Funk: Funkytown – Lipps, Inc. - Blues: Super Solid Soul Vehicul – Tom McGuire & the Brassholes - Disco: Far From Over – Frank Stallone choreografia: Romain Haguenauer, Ginette Cournoyer | - Rio medley – John Powell - Real in Rio - Locked Up - Bird Chaise choreografia: Romain Haguenauer, Ginette Cournoyer                                      |
| 2020–21 | - West Side Story medley – Leonard Bernstein - Swing: Prologue - Quickstep: Dance at the Gym - Swing: America choreografia: Romain Haguenauer                                               | - Rio medley – John Powell - Real in Rio - Locked Up - Chained Chase - Bird Chaise choreografia: Romain Haguenauer, Ginette Cournoyer                      |
| 2019–20 | - West Side Story medley – Leonard Bernstein - Swing: Prologue - Quickstep: Dance at the Gym - Swing: America choreografia: Romain Haguenauer                                               | - Bohemian Rhapsody – Queen choreografia: Romain Haguenauer                                                                                                |
| 2018–19 | - Otros Aires medley choreografia: Romain Haguenauer - Tango Romantica: Perro Viejo - Tango Romantica: Otro Puente Alsina - Tango Romantica: Essa                                           | - Warsaw Concerto – Richard Addinsell choreografia: Romain Haguenauer                                                                                      |
| Sezon   | Taniec krótki (SD) | Taniec dowolny (FD) |
| 2017–18 | - Cha-cha: Bla Bla Bla Cha Cha Cha – Petty Booka - Samba: Tu Picadura – Gary Tesca | - Dream – Imagine Dragons - Nemesis – Benjamin Clementine                                                                                                  |
| 2016–17 | - Blues: Shoppin' for Clothes – The Coasters - Swing: Land of a Thousand Dances (z filmu Forrest Gump) – Wilson Pickett                                                                     | - Rhapsody on a Theme of Paganini – Siergiej Rachmaninow                                                                                                   |
| 2015–16 | - Walc: Gramophone – Eugen Doga - Polka: Furioso – Johann Strauss | - Don Kichot medley – Ludwig Minkus - Pas de Deux Ktiri and Basilio - Quiteria's Variation - Classical Variation I - Pas de Deux Kitri and Basilio V. Coda |

## Rekordy świata juniorów (JWR)
Marjorie Lajoie / Zachary Lagha
| Data                               | Punkty                          | Zawody                           | Uwagi                                                                                  | Źr.                             |
| Rekordy w nocie łącznej (GOE±5)    | Rekordy w nocie łącznej (GOE±5) | Rekordy w nocie łącznej (GOE±5)  | Rekordy w nocie łącznej (GOE±5)                                                        | Rekordy w nocie łącznej (GOE±5) |
| ---------------------------------- | ------------------------------- | -------------------------------- | -------------------------------------------------------------------------------------- | ------------------------------- |
| 9 marca 2019                       | 176,10                          | Mistrzostwa świata juniorów 2019 | Rekord pobity przez: Marija Kazakowa / Gieorgij Riewija (GEO) 7 marca 2020 o 0,09 pkt. | [ 10 ]                          |
| Rekordy w tańcu dowolnym (GOE±5)   |                                 |                                  |                                                                                        |                                 |
| 9 marca 2019                       | 105,96                          | Mistrzostwa świata juniorów 2019 | Rekord pobity przez: Avonley Nguyen / Wadym Kołesnyk (USA) 7 grudnia 2019 o 0,06 pkt.  | [ 11 ]                          |
| Rekordy w tańcu rytmicznym (GOE±5) |                                 |                                  |                                                                                        |                                 |
| 7 marca 2019                       | 70,14                           | Mistrzostwa świata juniorów 2019 |                                                                                        | [ 12 ]                          |